# 자라나 타파
자라나 타파(네팔어: झरना थापा, 1980년 3월 28일 ~ )는 네팔의 배우, 영화 프로듀서, 영화 감독이다. 2012 네팔 국립 영화상 여우주연상 수상자이다.